# Stephanie Raymond
Stephanie Raymond (Rockford, 15 gennaio 1985) è un'ex cestista e allenatrice di pallacanestro statunitense, professionista nella WNBA.

## Carriera
È stata selezionata dalle Chicago Sky al secondo giro del Draft WNBA 2007 (20ª scelta assoluta).